# Hygronemobius darienicus
Hygronemobius darienicus är en insektsart som först beskrevs av Morse 1905.  Hygronemobius darienicus ingår i släktet Hygronemobius och familjen syrsor. Inga underarter finns listade i Catalogue of Life.